# アナソフィア・ロブ
アナソフィア・ロブ（AnnaSophia Robb, 1993年12月8日 - ）は、アメリカ合衆国の女優。身長157cm。

## 来歴

### 生い立ち
コロラド州デンバー出身。父親は建築家、母親はインテリア・デザイナー。名前は母方の曾祖母「Anna Sophie」と父方の祖母「Anna Marie」に由来し、両親は名前を区切らずに「AnnaSophia」と一つの名前として綴った。
イングランド人、スコットランド人、デンマーク人、スウェーデン人、アイルランド人の血を引く家系。

### キャリア
幼少よりモデル等として活動し、2003年に短編作品『Daddy's Day』で映画デビュー。2004年、テレビ映画『アメリカンガール/サマンサの休日』主演を務める（日本では2006年にWOWOWで放送）。
2005年にウェイン・ワン監督『きいてほしいの、あたしのこと -ウィン・ディキシーのいた夏』に主演、ジェフ・ダニエルズらと共演。
同年にティム・バートン監督『チャーリーとチョコレート工場』に出演、知名度を上げる。撮影では同じく子役のジュリア・ウィンター､母親役のミッシー・パイルらと特に交流を深めた。ちなみに作中でジョニー・デップ演じるウォンカに抱き付くシーンは、ロブ自身の提案によるもの。
2007年公開の映画『テラビシアにかける橋』にジョシュ・ハッチャーソンと共に主演。挿入曲"Keep Your Mind Wide Open"を歌っている。11月にはプロモーションで初来日している。
2009年10月、オフィシャルWEBサイトにて映画『THE SPACE BETWEEN』の撮影で、メリッサ・レオと共演することが発表された。
2010年米国公開の映画『ソウル・サーファー』では､13歳でサメに襲われ左腕を失った実在のサーファーであるベサニー・ハミルトンを演じた(事故後の左腕はCG処理にて表現)。
テレビドラマ『セックス・アンド・ザ・シティ』の主人公キャリーの過去を描くテレビドラマ『マンハッタンに恋をして～キャリーの日記～』の主役を演じることが2012年に決定した。

## 主な出演作品
| 公開年 | 邦題 原題                                                                      | 役名                             | 備考                            |
| ------ | ------------------------------------------------------------------------------ | -------------------------------- | ------------------------------- |
| 2004   | Drake & Josh                                                                   | リサ                             | テレビシリーズ(ゲスト出演)      |
| 2004   | アメリカンガール/サマンサの休日 Samantha: An American Girl Holiday             | サマンサ                         | テレビ映画                      |
| 2005   | きいてほしいの、あたしのこと -ウィン・ディキシーのいた夏 Because of Winn-Dixie | インディア・オパール・ブローニャ |                                 |
| 2005   | チャーリーとチョコレート工場 Charlie and the Chocolate Factory                 | ヴァイオレット・ボーレガード     |                                 |
| 2006   | Danny Phantom                                                                  | ダニエル・ファントム             | テレビシリーズ (声のゲスト出演) |
| 2007   | テラビシアにかける橋 Bridge to Terabithia                                      | レスリー・バーク                 |                                 |
| 2007   | リーピング The Reaping                                                         | ローレン・マッコーネル           |                                 |
| 2008   | ジャンパー Jumper                                                              | 少女時代のミリー                 |                                 |
| 2008   | Have Dreams, Will Travel                                                       | キャシー・ケニントン             | 日本公開未定                    |
| 2008   | Sleepwalking                                                                   | タラ                             | 日本公開未定                    |
| 2008   | スパイ・スクール Doubting Thomas (aka Lies And Spies or Spy School)            | ジャッキー・ホフマン             | テレビ映画                      |
| 2009   | ウィッチマウンテン/地図から消された山 Race to Witch Mountain                   | サラ                             |                                 |
| 2010   | The Space Between                                                              | サム                             |                                 |
| 2011   | ソウル・サーファー Soul Surfer                                                 | ベサニー・ハミルトン             |                                 |
| 2013   | マンハッタンに恋をして～キャリーの日記～ The Carrie Diaries                    | キャリー                         | テレビシリーズ (主演)           |
| 2013   | プールサイド・デイズ The Way Way Back                                          | スザンナ                         |                                 |
| 2013   | サバンナ・アドベンチャー Khumba                                                | トンビ                           | アニメ映画（声の出演）          |
| 2014   | Funny or Die's Little Mermaid                                                  |                                  | 短編                            |
| 2016   | Jack of the Red Hearts                                                         |                                  |                                 |
| 2017   | The Crash                                                                      |                                  |                                 |
| 2018   | Freak Show                                                                     |                                  |                                 |
| 2018   | ダーク・スクール Down a Dark Hall                                              | キット                           |                                 |
| 2019   | 見せかけの日々 The Act                                                         | レイシー                         | テレビシリーズ メインキャスト   |
| 2020   | 僕と頭の中の落書きたち Words on Bathroom Walls                                 | レベッカ                         |                                 |
| 2021   | ギャング・オブ・アメリカ Lansky                                                | アン・ランスキー                 |                                 |